# Boeto

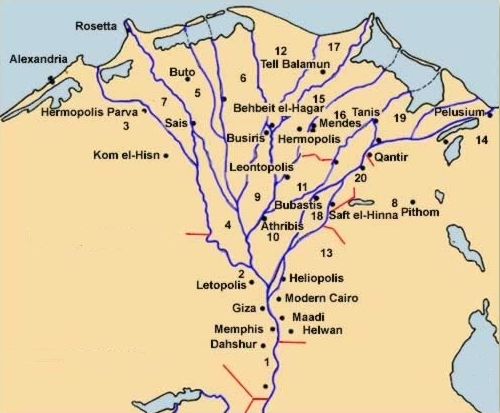
Kaartje met de plaatsen en nomen van Neder-Egypte.

Boeto is een stad in de Egyptische oudheid, het ligt in de Nijldelta en ongeveer 95 kilometer van de stad Alexandrië. Tegenwoordig heeft het de naam Kem Kasir of Tell el-Fara'in.

## Naam van de stad
De naam Boeto (Βοῦτος of variant Βουτώ) is ons overgeleverd uit Griekse bronnen. In het Oudegyptisch heette de stad Per Wadjet of Huis van Wadjet, naar de belangrijkste godin van de stad.

## Historie
De stad speelde een belangrijke rol in Egypte vóór de proto-dynastieke periode. Boeto was een belangrijk cultuscentrum en bepalend voor Neder-Egypte, een tegenhanger van de Opper-Egyptische Hierakonpolis. Na de eenwording van Egypte rond 3200 voor Christus werd de cultuur van Boeto geleidelijk vervangen door die van Opper-Egypte.
Boeto bestond oorspronkelijk uit twee steden: Pe en Dep, die gedurende de Egyptische oudheid aan elkaar groeiden. De stad was beroemd vanwege het orakel en de grote monolithische tempel. Dit tempelcomplex vierde een feest ter ere van godin Boeto-Wadjet. Er was in die tempel ook een deel gereserveerd voor Horus en voor Bastet. De godin Wadjet was van origine een lokale stadsgodin en de schutsheilige van een orakel van de stad.
Er zijn sporen van de tijd van het Oude Rijk, Nieuwe Rijk, derde tussentijd, late tijd en Ptolemaeese tijd gevonden. Na het Oude Rijk schijnt de stad verlaten te zijn, rond het Middenrijk werd het weer bewoond. In de Ptolemaësche tijd was de stad de hoofdstad van de Nome.